# カイアス
カイアス（Kyuss）は、アメリカ合衆国のストーナーロック・バンド。1980年代後半よりストーナーロック/デザートロックと呼ばれる音楽シーンの中心的存在として活動し、1995年に解散するまで4枚のアルバムを発表した。解散後はギタリストのジョシュ・オムがクイーンズ・オブ・ザ・ストーン・エイジを結成したのをはじめ、各メンバーがストナーロックあるいはその延長線上にあるジャンルの音楽を追求している。
2010年秋に再結成の動きがあったが、一部のメンバーの了解を得ていないものであったため、法的な理由から活動が差し止められた。

## 来歴

### 前史
1987年に前身バンドのKatzenjammerが結成される。1989年にバンド名をサンズ・オブ・カイアス (Sons of Kyuss)に変更し、翌1990年に自主制作の形でデビューEP『Sons of Kyuss』をリリース。ほどなくして脱退したクリス・コックレルに代わってニック・オリヴェリがベーシストになり、カイアスと名乗るようになる。

### カイアスとして
ボーカリストにジョン・ガルシア、ギタリストにジョシュ・オム、ドラマーにブラント・ビョーク、そしてベーシストにニック・オリヴェリというメンバー構成で、カイアスは地元を中心に演奏活動を行う。彼らが根拠地としたカリフォルニア州パームデザート周辺にはライブハウスがなかったため、バンドは砂漠に設けられたパーティ会場でガソリン駆動式の発電機にアンプをつないでプレイしていた。
1991年、Dali Recordsからファースト・アルバム『Wretch』をリリース。同作にはファーストEP『Sons of Kyuss』の曲も再演の上で収録された。資金不足の中で制作されたこのアルバムは、売り上げこそ伸び悩んだが、ライブではそれなりの人気を得ることができた。また、ギタリストのジョシュはさらに重くサイケデリックな音作りのためにダウンチューニング、さらにはベースアンプでギターをプレイするなどの試行錯誤を始めた。
1992年にはクリス・ゴスのプロデュースの下で、セカンド・アルバム『ブルース・フォーザー・レッド・サン』を同年6月にリリースする。1993年の終わりにはメタリカのオーストラリアツアーのオープニング・アクトに選ばれるなど上向き傾向にあったが、『ブルース・フォーザー・レッド・サン』ツアーの前にオリヴェリが脱退。代わって元The Obsessedのスコット・リーダーが加入した。
その後、バンドは新たにエレクトラ・レコードと契約を交わし(Dali Recordsとは離別)、1994年にサード・アルバム『ウェルカム・トゥ・スカイ・バレー』をリリースする。このアルバムではこれまで以上にサイケデリックな面を押し出し、音楽性こそ変わらないものの、全曲が3部構成からなる10分以上の曲で制作されるという大胆なものであった。しかしリリース後にそれまでバンドの核を担っていたドラマーのブラントが個人的な問題により脱退。後任にはアルフレッド・ヘルナンデスが迎えられた。
1995年には、4thアルバム『...And the Circus Leaves Town』をリリースするも前作、前々作ほどの支持を集めることはできなかった。同年秋にバンドは解散を決意。1996年に公式に解散が発表された。

### 解散後
ジョシュ・オムは、自らが中心となってクイーンズ・オブ・ザ・ストーン・エイジを結成。ファースト・アルバムにはヘルナンデスが、セカンドおよびサード・アルバムにはオリヴェリも参加している。
また、ジョン・ガルシアは、Slo BurnでEPを1枚、Unida、Hermanoでそれぞれ2枚ずつアルバムを発表した。
ブラント・ビョークは、1997年から2002年までフー・マンチューでドラムを担当した後、2003年より楽器をギターに持ち替えてソロ活動を開始。スコット・リーダーは、Sunn O)))やオレンジ・ゴブリンのレコーディングに参加したほか、2003年には当時ベーシストを募集していたメタリカのオーディションを受けている。

### 再結成騒動
2010年11月、ジョン・ガルシア、ニック・オリヴェリ、ブラント・ビョークのオリジナル・メンバー3人に新ギタリストのブルーノ・フィーヴリーを加えたラインナップで再結成ツアーを行うことが発表された。活動上の名義はKyuss Lives!で、ジョシュ・オムは不参加。ツアー後には新しいアルバムの制作も予定されていると報じられた。翌2011年にはオセアニア、ヨーロッパ、アメリカをツアーし、アメリカ国外の公演では元ベーシストのスコット・リーダーも参加した。
しかし、2012年3月、元メンバーのジョシュ・オムとスコット・リーダーが「バンドに関する権利の不正使用」でジョン・ガルシアとブラント・ビョークを提訴。その翌月、ニック・オリヴェリはKyuss Lives!から脱退。同年11月にジョン・ガルシアとブラント・ビョークはVista Chinoに名義を改めて活動を継続することになった。

## メンバー
- ジョン・ガルシア - ボーカル (1987年–1995年)
- ジョシュ・オム - ギター (1987年–1995年)
- ニック・オリヴェリ - ベース (1987年–1992年)
- スコット・リーダー - ベース (1992年–1995年)
- ブラント・ビョーク - ドラムス　(1987年–1993年)
- アルフレッド・ヘルナンデス - ドラムス (1994年–1995年)

| 時期          | 発表作品                       | 担当楽器         | 担当楽器       | 担当楽器           | 担当楽器           | 担当楽器                   | 備考                     |
| 時期          | 発表作品                       | ボーカル         | リードギター   | リズムギター       | ベース             | ドラム                     | 備考                     |
| ------------- | ------------------------------ | ---------------- | -------------- | ------------------ | ------------------ | -------------------------- | ------------------------ |
| 1987年–1989年 |                                | ジョン・ガルシア | ジョシュ・オム | ニック・オリヴェリ | クリス・コックレル | ブラント・ビョーク         | "Katzenjammer"時代       |
| 1989年–1990年 | Sons of Kyuss EP               | ジョン・ガルシア | ジョシュ・オム | ジョシュ・オム     | クリス・コックレル | ブラント・ビョーク         | "Sons of Kyuss"時代      |
| 1991年–1992年 | Wretch , Blues for the Red Sun | ジョン・ガルシア | ジョシュ・オム | ジョシュ・オム     | ニック・オリヴェリ | ブラント・ビョーク         | デビュー時のメンバー構成 |
| 1992年–1993年 | Welcome to Sky Valley          | ジョン・ガルシア | ジョシュ・オム | ジョシュ・オム     | スコット・リーダー | ブラント・ビョーク         |                          |
| 1994年–1995年 | ...And the Circus Leaves Town  | ジョン・ガルシア | ジョシュ・オム | ジョシュ・オム     | スコット・リーダー | アルフレッド・ヘルナンデス | 解散時のメンバー構成     |

## ディスコグラフィ

### スタジオ・アルバム
| タイトル                                                   | 発売日        | レーベル             |
| Wretch                                                     | 1991年9月23日 | Dali Records         |
| ブルース・フォーザー・レッド・サン - Blues for the Red Sun | 1992年6月30日 | Dali Records         |
| ウェルカム・トゥ・スカイ・バレー - Welcome to Sky Valley   | 1994年6月28日 | エレクトラ・レコード |
| ...And the Circus Leaves Town                              | 1995年7月11日 | エレクトラ・レコード |

### コンピレーション・アルバム
- Muchas Gracias: The Best of Kyuss (2000年、Elektra Records)
- Rhino Hi-Five : Kyuss (2007年、Rhino Entertainment)
- Green Machine (2018年、X5 Music Group)

### EP
- Sons of Kyuss (1990年、Black Highway)
- Kyuss/Queens of the Stone Age (1997年、Man's Ruin Records)